# Udari i beži
Udari i beži je artiljerska taktika pucanja na metu i onda brzog pomeranja sa lokacije sa koje se pucalo kako bi se izbeglo kontrabatiranje. Potreba za takvom taktikom je postala očigledna u Drugom svetskom ratu. U modernim vremenima, pomeranje posle pucanja je važno zbog toga što se koristi mnogo elektronskih sistema, kao radar za kontrabatiranje koji može automatski detektovati artiljersku vatru u realnom vremenu i usmeriti kontrabatiranje.
Sovjetska kaćušna raketna artiljerijje je originalno osmislila i koritila udari i beži taktiku. Ova taktija je bila najbolja odbrana za Sovjetsku Kaćušu. Udari i beži je NATO usvoji ranih 60. godina dvadesetog veka. Ova taktika je postala normalna za raketne jedinice i bila je uspešno korišćena od strane Iračkih raketnih jedinica u Zalivskom ratu.
Taktika je takođe prilagođena i usvojena za opštu upotrebu sa baterijama samohodnih haubica (kao M109 Paladin ili PzH 2000). Poboljšana verzija su oblasti za manevre topa koje je razvilo Ujedinjeno Kraljevstvo za upetrebu od strane baterija AS90 kada je pretnja od kontrabatiranja visoka. Ove oblasti pokrivaju nekoliko kvadratnih kilometara i topovi se pomeraju po njima u parovima. Teška odluke je   odlučivanje kako će niski topovi ostati u jednom mestu pre pomeranja. Ovo zahteva prosuđivanje o neprijateljskom kontrabatiranju.
Samohodne haubice vojske Južne Afrike su koristile ovu tehniku veoma efektivno u Angoli protiv Kubanskih snaga.

## Spoljašne veze
- M109 Paladin
- PzH 200 ( MyCity Military )
- SORA 122mm na sajtu Vojnotehničkog instituta